# 베라 마쉬

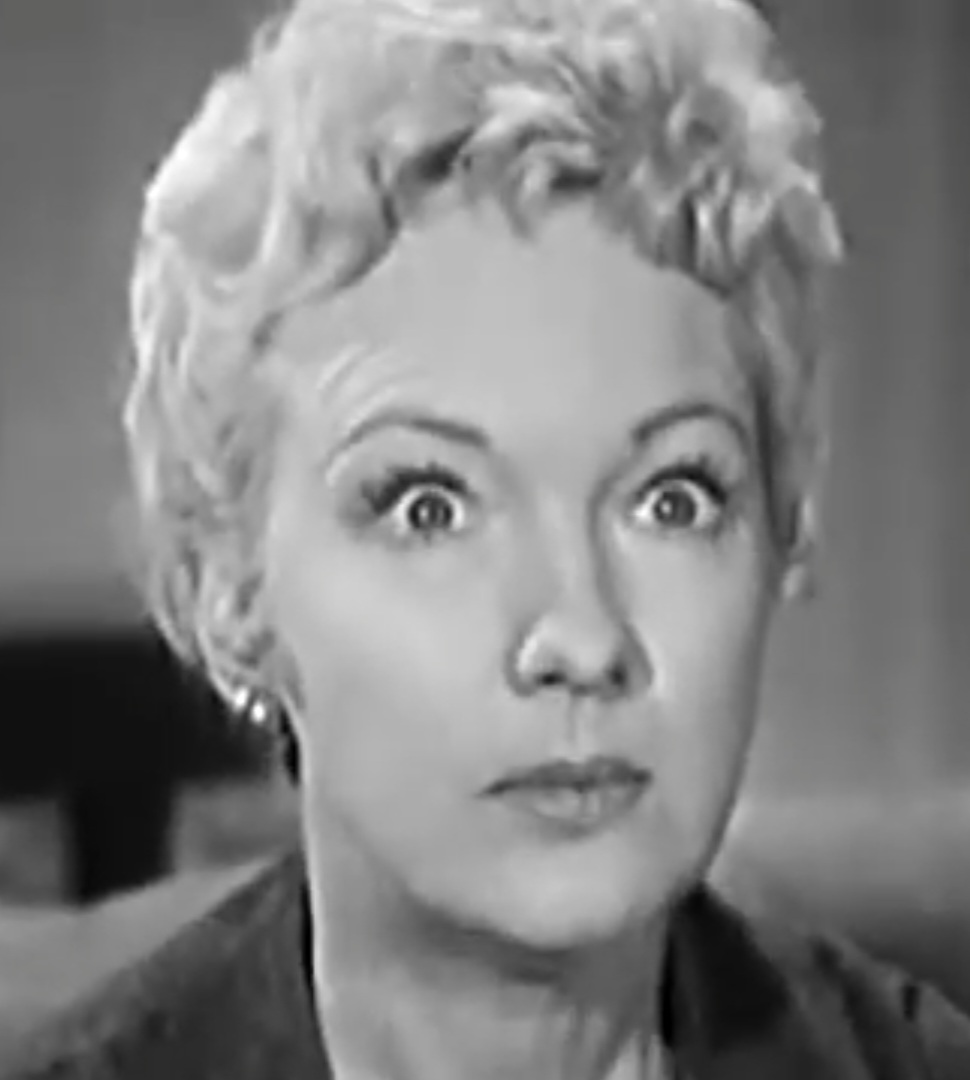

베라 마쉬(Vera Marshe, 1905년 7월 15일 ~ 1984년 3월 25일)는 미국의 영화배우, 배우이다.
미니애폴리스에서 태어났으며 우들랜드힐스에서 사망하였다.

## 영화
- 페리 메이슨 (1957년)
- 창공에 지다 (1955년)
- 슈퍼맨 - 54년작 1 (1954년)
- 달려라 래시 (1954년)
- 애보트와 코스텔로- 크리스마스 쇼 (1952년)
- 살인광 시대 (1947년)
- 42번가의 유령 (1945년)
- 어페어 오브 수잔 (1945년)
- 히어 컴 더 웨이브스 (1944년)
- 마담 사탄 (1930년)
- 굿 뉴스 (1930년)